# Micropentila centralis
Micropentila centralis är en fjärilsart som beskrevs av Bennett 1966. Micropentila centralis ingår i släktet Micropentila och familjen juvelvingar. Inga underarter finns listade i Catalogue of Life.